# Ingrid Weckert
Ingrid Weckert (* 1927) ist eine deutsche Autorin und Holocaustleugnerin. Nach einem Studium der katholischen Theologie arbeitete sie als Bibliothekarin. Bekannt wurde sie in den 1980er Jahren als Holocaustleugnerin. Sie wurde als „notorisch antisemitische“ Autorin eines 1981 erschienenen, als volksverhetzend verbotenen Buches über die Novemberpogrome von 1938 bekannt. Sie war sowohl unter eigenem Namen als auch unter dem Pseudonym Hugo Rauschke tätig.

## Politisches Leben
Weckert war Privatsekretärin des Neonazis Manfred Roeder und eine Vertraute des Neonazis Michael Kühnen, mit dem sie die Antizionistische Aktion gründete. Sie war Mitglied der Partei Deutsche Alternative.
Weckert ist Autorin der Zeitschrift Deutschland in Geschichte und Gegenwart des Grabert-Verlags. Sie schrieb auch für die den Holocaust leugnende Zeitschrift Vierteljahreshefte für freie Geschichtsforschung. Im Kritik-Verlag des Holocaustleugners Thies Christophersen erschien im Juli 1994 ihre Broschüre Auswanderung der Juden aus dem Dritten Reich. Ihr unter dem Pseudonym Hugo Rauschke in der Zeitschrift Sleipnir publizierter Artikel führte zu einer polizeilichen Durchsuchung der Redaktion. Das zuständige Amtsgericht Berlin-Tiergarten verurteilte sie wegen des Artikels, in dem sie den Alltag im Konzentrationslager Auschwitz als eine Art Erholungskur beschrieb, wegen Volksverhetzung zu einer Geldstrafe in Höhe von 3200 DM.
Zu zahlreichen Holocaustleugnern pflegt sie persönliche Kontakte. David Irving, der abgeurteilte Holocaustleugner, benutzte für seine Darstellungen häufig Aufsätze und Bücher von Weckert, ohne dies im Text bekanntzugeben. 1985 nahm Weckert an der 6. IHR-Konferenz teil. 1991 wurde Ernst Zündel in ihrer Wohnung verhaftet.

## Feuerzeichen
In ihrem Buch Feuerzeichen geht Weckert der Vorgeschichte der Novemberpogrome von 1938 nach. Ihre Methode und ihr Ziel sind dabei geschichtsrevisionistisch. Nach ihren Angaben seien die Anstifter der Reichspogromnacht Juden, die sich davon eine Auswanderung nach Palästina erhofften.
Das Vorwort des Buches verfasste Wilfred von Oven, der letzte persönliche Pressereferent von Joseph Goebbels. Nach Behauptungen Weckerts sei Goebbels unschuldig am Novemberpogrom. Im Buch stützt sie sich an zahlreichen Stellen auf die Schriften von Friedrich Grimm, der im Dritten Reich im Auftrag der NS-Regierung unter anderem mit der Verfolgung von Herschel Grynszpan befasst war. Grynszpans Attentat auf einen Angehörigen der Deutschen Botschaft in Paris hatte der NS-Regierung als Vorwand für den Pogrom gedient. Daneben nutzt sie auch Grimms Sichtweise zum Prozess gegen David Frankfurter.
In dem Buch thematisiert Weckert auch die angebliche „jüdische Kriegserklärung“ gegen Deutschland von 1933. Ihre Übersetzung manipuliert an mehreren Stellen den Originaltext.
Das Buch wurde von der Bundesprüfstelle für jugendgefährdende Schriften am 16. Juni 1994 indiziert, das Amtsgericht in Tübingen, dem Sitz des Verlages, zog es mit Beschluss vom 5. Januar 1998 wegen Volksverhetzung, Beleidigung und Verunglimpfung des Andenkens Verstorbener ein.
Auf rechtsextremen Websites findet sich mehrfach folgender Urteilsauszug: „In der Schrift werden die Ausschreitungen gegen jüdische Menschen und jüdische Einrichtungen in der Reichspogromnacht als von jüdischer Seite provoziert und von der Nazi-Führung nicht gewollt dargestellt. Die in der Bundesrepublik Deutschland lebenden Juden werden durch die Darstellung böswillig verächtlich gemacht und in ihrer Menschenwürde angegriffen (§ 130 Abs. 2 Nr. 1 StGB). Das Andenken der jüdischen Menschen, die Opfer der Nazi-Ausschreitungen wurden, wird verunglimpft (§§ 189, 194 Abs. 2 Satz 2 StGB).“ Amtsgericht Duisburg, 11 GS 633/03, 20. Februar 2003.

## Werke und Aufsätze
- Feuerzeichen. Die Reichskristallnacht. Anstifter und Brandstifter – Opfer und Nutznießer. Grabert-Verlag, Tübingen 1981, weitere Auflagen: 1989 und 1997.
- Massentötung oder Desinformation in Historische Tatsachen Nummer 24, Verlag für Volkstum und Zeitgeschichtsforschung. Vlotho 1985.
- Anmerkungen zum Wannseeprotokoll in Deutschland in Geschichte und Gegenwart, 40(1) 1992 Seite 32–34.
- Die Gaswagen – Kritische Würdigung der Beweislage in Grundlagen zur Zeitgeschichte. Ein Handbuch über strittige Zeitfragen. Herausgegeben von Germar Rudolf. 1994.
- Als Hugo Rauschke: Zweimal Dachau in Sleipnir (1997) (2), S. 14–27.
- Die Auswanderung der Juden aus dem Dritten Reich in Kritik, herausgegeben von Thies Christophersen.
- Auswanderung der Juden aus dem Dritten Reich. Kollund: Nordwind-Verlag, 1994.